# Muna al-Husajn

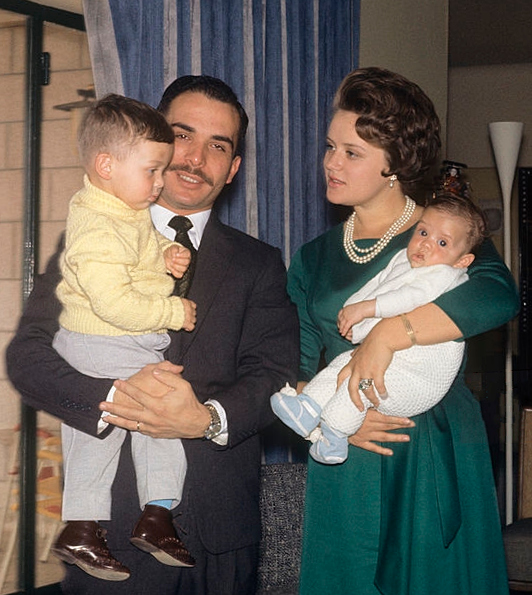
Para królewska z dziećmi, 1964

Muna al-Husajn, właśc. Antoinette Avil Gardiner (ur. 25 kwietnia 1941 w Chelmondiston) – księżna Jordanii, druga żona króla Husajna I. Matka obecnego króla Jordanii Abdullaha II. Po ślubie przyjęła nowe nazwisko: „Muna al-Husajn” (dosł. „Marzenie Husajna”) i przyjęła islam. Nigdy nie nosiła tytułu królowej.
Króla Jordanii poznała podczas pracy jako asystentka przy kręceniu filmu Lawrence z Arabii. Pobrali się 25 maja 1961. Mieli czwórkę dzieci:
- Abd Allaha II (ur. 1962)
- Fajsala (ur. 1963)
- Zajn (ur. 1968)
- Aiszę (ur. 1968)

21 grudnia 1971 małżonkowie rozwiedli się. Po rozpadzie małżeństwa Muna al-Husajn pozostała w Jordanii.